# 塔納納河

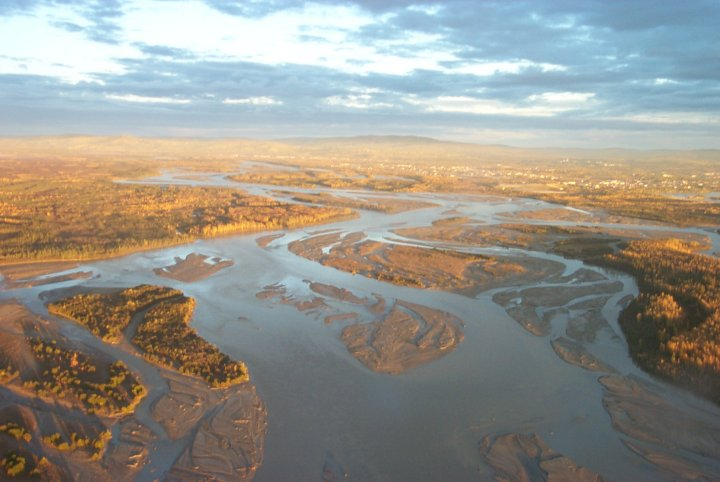
塔納納河

塔納納河（英語：Tanana River）是美國阿拉斯加州育空河的一條全長584英里（940公里）的支流。
該河的源頭位於阿拉斯加東部諾斯韋以北的奇薩納河和納貝斯納河之交匯處。塔納納河從育空地區邊界附近向西北方向流動，並沿著阿拉斯加山脈的北坡橫向流動，大致與阿拉斯加公路平行。 在阿拉斯加中部，它進入稱為塔納納谷的低地沼澤地區，並經過費爾班克斯以南。
在沼澤地區，它與幾條大型支流匯合，包括尼納納河（靠近尼納納）和坎蒂什納河。它經過曼利溫泉，流入塔納納附近的育空河。
每年冬天，尼納納河上的冰平均最大厚度可達43英寸（110公分）。